# Ophiopholis japonica
Ophiopholis japonica är en ormstjärneart som beskrevs av George Richard Lyman 1879. Ophiopholis japonica ingår i släktet Ophiopholis och familjen bandormstjärnor. Inga underarter finns listade i Catalogue of Life.